# Rusch Verlag
Der Rusch Verlag ist ein Schweizer Verlag für Hörbücher und DVDs, der seinen Schwerpunkt im Bereich der Ratgeberliteratur zu Erfolgsstrategien, Verkauf, Marketing und Webmarketing hat.

## Geschichte
Der Verlag wurde 1994 von Alex S. Rusch in Opfikon gegründet und seither an wechselnden Standorten – Kreuzlingen (Februar 1997 bis August 2000), Rudolfstetten-Friedlisberg (August 2000 bis Juni 2004), Boniswil (Juni 2004 bis Oktober 2007), ab Oktober 2007 in Lenzburg im Kanton Aargau, inzwischen in Berg TG – betrieben, anfangs als Einzelunternehmen, dann als GmbH und seit 2004 als Aktiengesellschaft. Das Aktienkapital beträgt 500.000 Schweizer Franken.
Neben Hörbüchern bietet der Verlag seit einigen Jahren auch Seminare und Veranstaltungen zu seinen Themengebieten und Live-Mitschnitte solcher Veranstaltungen an. Zu den Autoren, deren Bücher der Verlag als Hörbücher verlegt, gehören Dale Carnegie, Michael Dell, Daniel Goleman, Napoleon Hill, Jürgen Höller, Erich Lejeune, Emile Ratelband, Rolf H. Ruhleder, Ulrich Strunz, Friedemann Schulz von Thun, Donald Trump, Nikolaus B. Enkelmann, Umberto Saxer.
Als Sprecher der Hörbücher setzt der Verlag bekannte Schauspieler oder Synchronsprecher ein, z. B.: Peer Augustinski, Matthias Pöhm, Armin Berger, Nils Clausnitzer (Synchronstimme von Roger Moore). Einmal pro Jahr veranstaltet der Rusch Verlag einen „Rusch-Kongress“. 
Der Verleger Alex Rusch wurde in Schweizer Medien verschiedentlich als erfolgreicher Selfmademan präsentiert. 2002 gab es in Schweizer Wirtschaftsmedien wie Bilanz und Cash einen positiven Artikel. Er und sein Unternehmen wurden jedoch auch zum Gegenstand der Kritik. Die Schweizer Verbrauchermagazine Der Schweizerische Beobachter und K-Geld haben die Seminarangebote als überteuert und inhaltlich belanglos kritisiert, außerdem warf K-Geld dem Verleger vor, Aktien seines Unternehmens zum Kauf anzubieten, ohne die Unternehmenszahlen offenzulegen und sich kritischen Fragen zu stellen.